# The Times of Harvey Milk
The Times of Harvey Milk è un documentario del 1984 scritto e diretto da Rob Epstein, vincitore dell'Oscar al miglior documentario.

## Trama
Il documentario ripercorre la vita e la carriera politica di Harvey Milk, primo consigliere dichiaratamente gay eletto a San Francisco. Tramite filmati, interviste e ricordi, Epstein ripercorre le tappe più significative della vita di Milk, fino a quando fu assassinato, assieme al sindaco George Moscone, dall'ex consigliere comunale Dan White, nel novembre del 1978.

## Film analoghi
Nel 2008 è stato girato da Gus Van Sant Milk, un film biografico sulla vita di Harvey Milk (interpretato da Sean Penn), sulla sua candidatura come consigliere comunale di San Francisco e sul suo coraggioso incitamento al movimento di liberazione omosessuale, il quale ha ottenuto 8 candidature ai Premi Oscar 2009, vincendone 2 per il miglior attore protagonista a Sean Penn e la migliore sceneggiatura originale a Dustin Lance Black. Nel film ricompaiono interviste e filmati del documentario.

## Cast
- Harvey Fierstein – narratore
- Harvey Milk – se stesso (immagini di repertorio)
- Dan White – se stesso (immagini di repertorio)
- George Moscone – se stesso (immagini di repertorio)
- Dianne Feinstein – se stessa (immagini di repertorio)
- Anne Kronenberg – se stessa
- Tom Ammiano – se stesso
- Jimmy Carter – se stesso (immagini di repertorio)

## Riconoscimenti
- 1985 - Premio Oscar
  - Miglior documentario a Rob Epstein e Richard Schmiechen
- 1985 - Boston Society of Film Critics Award
  - Miglior documentario
- 1985 - International Documentary Association
  - Miglior documentario a Richard Schmiechen
- 1985 - Sundance Film Festival
  - Premio speciale della giuria
- 1984 - New York Film Critics Circle Award
  - Miglior documentario
- 1985 - International Documentary Association
  - Miglior documentario
- 1986 - Peabody Award
  - Premio Peabody
- 1985 - San Francisco International Lesbian & Gay Film Festival
  - Miglior documentario

Nel 2012 è stato scelto per essere conservato nel National Film Registry della Biblioteca del Congresso degli Stati Uniti d'America.